# Cenicientos
Cenicientos ist eine zentralspanische Gemeinde (municipio) mit 2.148 Einwohnern (Stand: 2024) im Westen der Autonomen Gemeinschaft Madrid. 

## Lage
Cenicientos liegt im Westen der Gemeinschaft Madrid ca. 70 km westsüdwestlich von Madrid. 

## Bevölkerungsentwicklung
| 1930 | 1950 | 1970 | 1981 | 1991 | 2001 | 2011 | 2021 |
| ---- | ---- | ---- | ---- | ---- | ---- | ---- | ---- |
| 2941 | 2769 | 2386 | 2403 | 1802 | 1835 | 2088 | 2083 |

## Sehenswürdigkeiten
- Stephanuskirche (Iglesia de San Esteban Protomártir)  aus dem 16. Jahrhundert
- Einsiedelei Unserer Lieben Frau von Roble
- Piedra Escrita (Inschriftenstein), 7 Meter hoher Granitstein mit römischer Inschrift
- Nekropole der Westgoten
- Rathaus

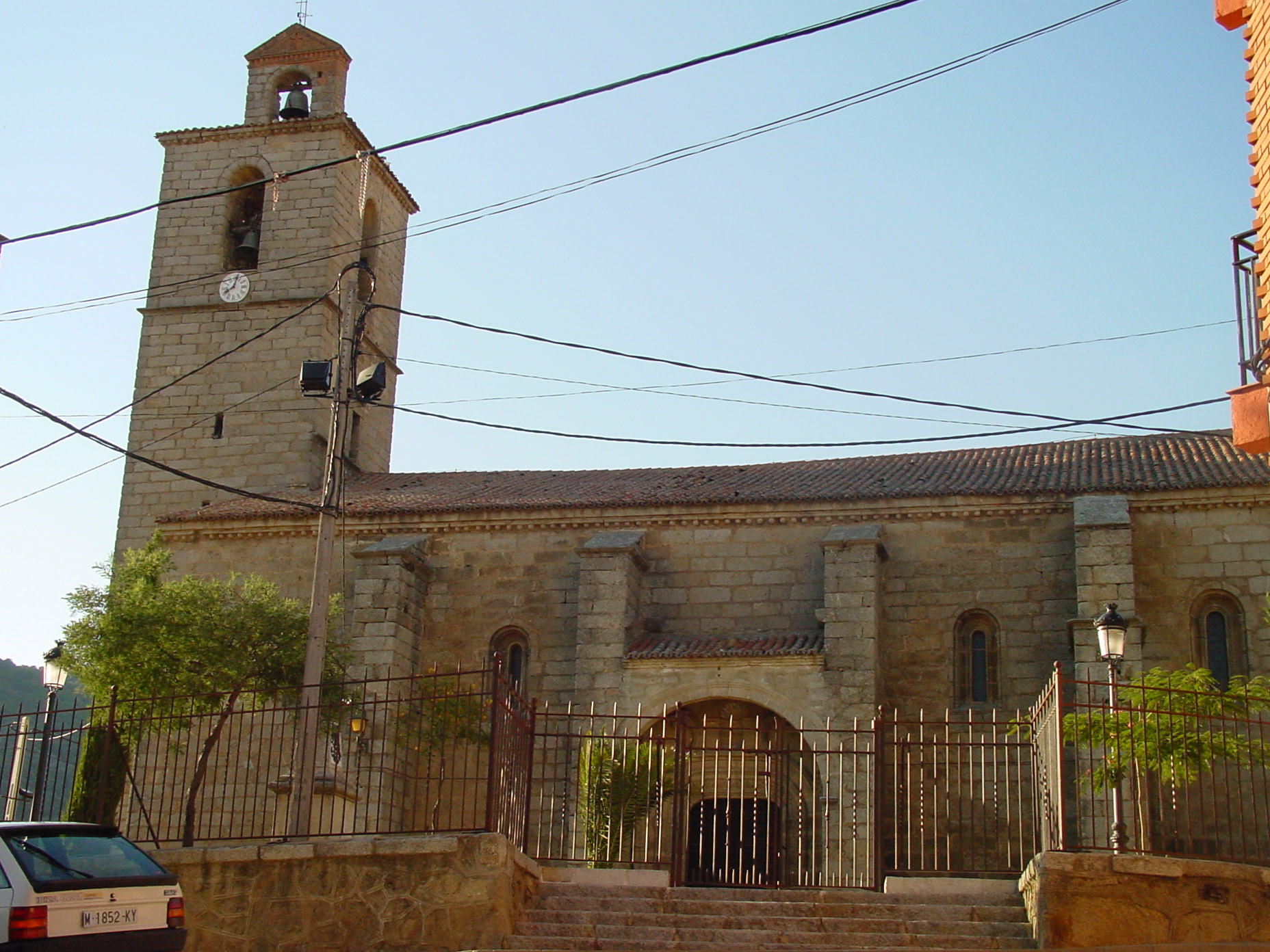
Stephanuskirche